# Sông Thao
Sông Thao (chữ Hánː 洮江) là dòng chính của sông Hồng, bắt nguồn từ Nguy Sơn, tỉnh Vân Nam, Trung Quốc, vào Việt Nam ở tỉnh Lào Cai, chảy đến ngã ba Hạc ở Việt Trì, tỉnh Phú Thọ thì hợp lưu với sông Đà và sông Lô. Tại Việt Nam, sông chảy qua các tỉnh Lào Cai, Yên Bái và Phú Thọ. Ngữ hệ Tày – Thái gọi sông này là Nậm Tao, phiên âm tiếng Việt là sông Thao.
Khi qua tỉnh Yên Bái, sông có bốn phụ lưu lớn là ngòi Thia, ngòi Hút, ngòi Lâu và ngòi Lao. Lượng nước theo năm bình quân là 24,2 tỉ m³, cực đại là 41 m³ và cực tiểu là 18,4 m³ (đo tại Yên Bái). Trong ba nhánh lớn của sông Hồng, sông Thao tuy có diện tích lưu vực xấp xỉ sông Đà nhưng có lượng dòng chảy nhỏ nhất (chỉ chiếm 19%, trong khi sông Lô là 25,4%, sông Đà là 42%). Núi Fansipan đóng vai trò đường phân nước giữa sông Đà với sông Thao, còn dãy núi Con Voi - chạy gần như song song với sông Thao - là đường phân nước giữa sông Thao với sông Lô. Lưu lượng nước của sông thay đổi thất thường; vào mùa khô lưu lượng giảm xuống rất thấp so với mức trung bình, gây thiếu nước cho sản xuất nông nghiệp và cho sinh hoạt của người dân.

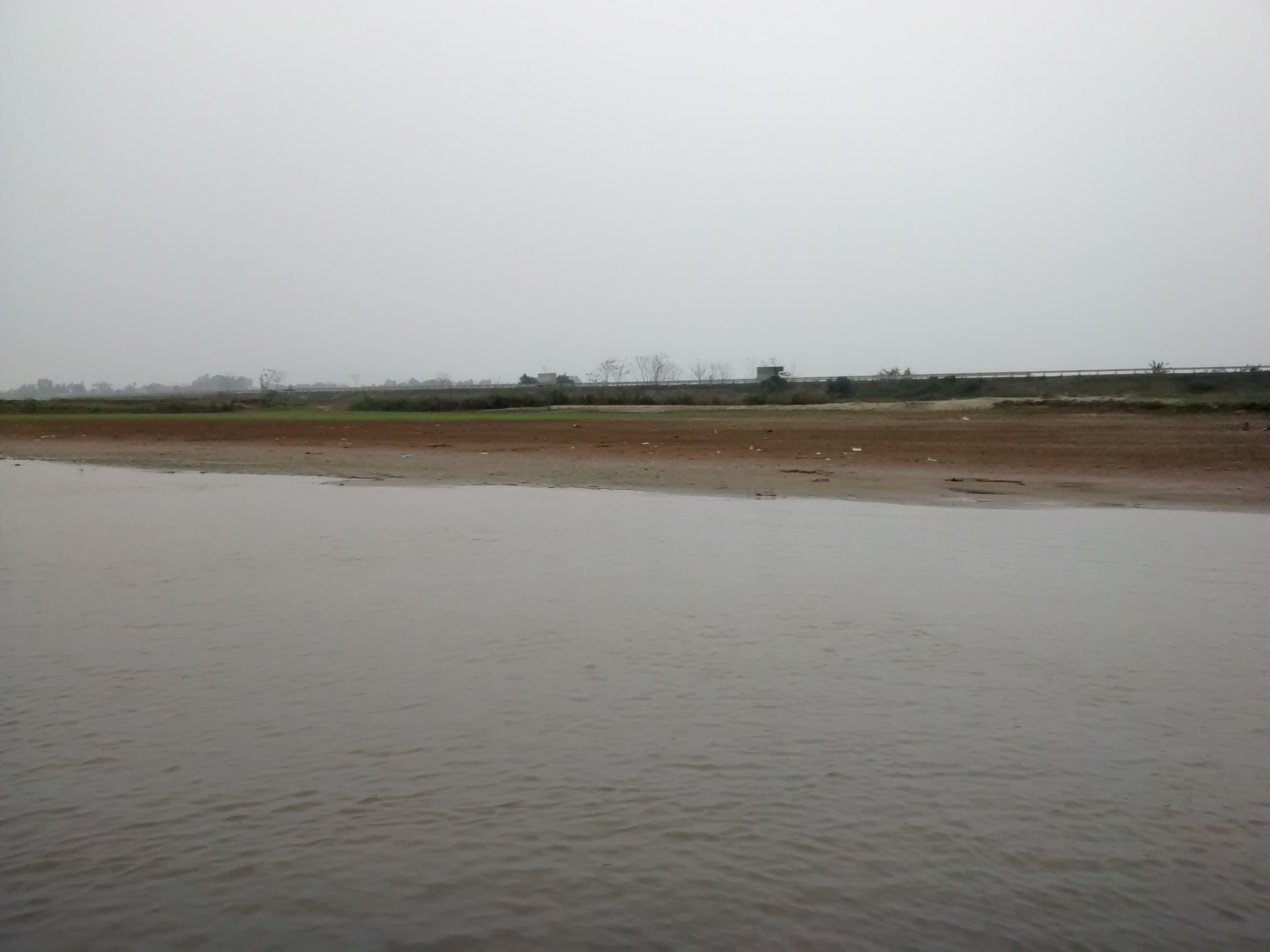
Bãi bồi mùa nước cạn

Phù sa sông Thao có màu đỏ vì chứa nhiều oxit sắt.
Ở tỉnh Đồng Nai cũng có một con sông tên là sông Thao.

## Trong văn học và nghệ thuật
Sông Thao được nhắc đến trong một số tác phẩm văn học - nghệ thuật như bài thơ "Sông Thao" của Nguyễn Duy (tập thơ Mẹ và em, 1980), bài hát "Du kích sông Thao" (1949) của Đỗ Nhuận hoặc trong câu hát ru:
Sông Thao nước đục người đen

Ai lên phố Ẻn thì quên đường về.